# Lord Maxwell
Lord Maxwell war ein erblicher britischer Adelstitel in der Peerage of Scotland.
Stammsitz der Lords war Caerlaverock Castle im Westen der Scottish Borders im Bereich Dumfries and Galloway. Der jeweilige Lord Maxwell war zugleich Chief des Clan Maxwell.

## Geschichte des Titels
Der Titel wurde am 3. Juli 1445 an Sir Herbert Maxwell verliehen, der zu diesem Zeitpunkt bereits mehrere Jahre Abgeordneter im schottischen Parlament war.
Sein Ur-ur-ur-urenkel, der John Maxwell, 7. Lord Maxwell, erwirkte 1581, dass ihm die Ländereien seines im selben Jahr wegen Hochverrats hingerichteten und enteigneten Onkels mütterlicherseits James Douglas, 4. Earl of Morton zuerkannt wurden. Am 29. Oktober 1581 wurde ihm der Titel Earl of Morton neu verliehen. Der nächste männliche Erbe jenes Onkels, Archibald Douglas, 8. Earl of Angus, erwirkte 1585, dass jene Ländereien John entzogen und Archibald zugeeignet wurde, dem 1586 auch der Titel 5. Earl of Morton wiederhergestellt wurde.
Nachdem der 7. Lord 1593 bei einer Fehde getötet worden war, trat dessen ältester Sohn, der John Maxwell, 8. Lord Maxwell, in Konflikt mit den Douglas um den Titel Earl of Morton und die dazugehörigen Ländereien. Da er sich den Anordnungen des Parlamentes widersetzte, wurde er schließlich 1609 geächtet und bekam seine Titel aberkannt und wurde schließlich 1613 hingerichtet. Dessen Bruder Robert Maxwell erwirkte, dass der Lordtitel 1617 zu seinen Gunsten wiederhergestellt wurde und dass ihm 1620 sein De-jure-Anspruch auf den Titel Earl of Morton bestätigt und dieser faktisch in Earl of Nithsdale umbenannt wurde, um sich nicht mehr mit dem parallelen Anspruch der Douglas zu überschneiden. Die Lordship of Maxwell ist seither ein nachgeordneter Titel des jeweiligen Earls.
Beim Tod seines Sohnes, des 2. Earls of Nithsdale, 1667 fielen dessen Titel an dessen Cousin John Maxwell, 7. Lord Herries of Terregles, der bereits den Titel Lord Herries of Terregles innehatte.
Dessen Enkel, der 5. Earl, beteiligte sich 1715 am Ersten Jakobitenaufstand, wurde deshalb am 19. Januar 1716 wegen Hochverrats geächtet und bekam alle seine Titel aberkannt. Nur der auch in weiblicher Linie erbliche Titel Lord Herries of Terregles wurde 1858 wiederhergestellt, die Titel Earldom of Nithsdale und die Lord Maxwell sind erloschen.

## Liste der Lords Maxwell (1445)
- Herbert Maxwell, 1. Lord Maxwell († um 1454)
- Robert Maxwell, 2. Lord Maxwell († um 1485)
  - John Maxwell, Master of Maxwell († 1484)
- John Maxwell, 3. Lord Maxwell (um 1454–1513)
- Robert Maxwell, 4. Lord Maxwell (1493–1546)
- Robert Maxwell, 5. Lord Maxwell (1510–1552)
- Robert Maxwell, 6. Lord Maxwell (um 1550–um 1554)
- John Maxwell, 1. Earl of Morton, 7. Lord Maxwell (1553–1593)
- John Maxwell, 8. Lord Maxwell (1583–1613) (Titel verwirkt 1609)
- Robert Maxwell, 1. Earl of Nithsdale, 9. Lord Maxwell (1586–1646) (Titel wiederhergestellt 1617)
- Robert Maxwell, 2. Earl of Nithsdale, 10. Lord Maxwell (1620–1667)
- John Maxwell, 3. Earl of Nithsdale, 11. Lord Maxwell († 1677)
- Robert Maxwell, 4. Earl of Nithsdale, 12. Lord Maxwell (1628–1683)
- William Maxwell, 5. Earl of Nithsdale, 13. Lord Maxwell (1676–1744) (Titel verwirkt 1716)

In der Literatur finden sich hinsichtlich der Ordnungszahl des jeweiligen Lords auch abweichende Zählweisen. So wird manchmal der Sohn des 2. Lords, der zeitweise die Amtsgeschäfte seines Vaters übernahm aber vor seinem Vater starb mitgezählt oder der 6. Lord, da er bereits minderjährig starb, ausgelassen.